# دهستان میان‌رود (تویسرکان)
میان رود، دهستانی است از توابع بخش قلقل‌رود شهرستان تویسرکان در استان همدان ایران.

## مردم
مردم این دهستان لر هستند و به زبان لری سخن می گویند.

## جمعیت
براساس سرشماری سال ۱۳۹۵ جمعیت آن ۸۲۳۱ نفر (۲۵۷۷ خانوار) بوده‌است.